# Steve Peacocke
Steve Peacocke (Dubbo, Új-Dél-Wales, 1981. október 30. –) ausztrál színész.
Leginkább ausztrál sorozatokból ismert: az Otthonunk című szappanoperával vált ismertté, melyben 2011 és 2016 között Darryl Braxtont alakította. Szintén főszereplő volt a Körözés alatt című drámasorozatban, illetve 2019-től a Five Bedrooms című vígjátéksorozatban. 
A mozivásznon feltűnt a Herkules (2014), az Afganisztáni víg napjaim (2016) és a Mielőtt megismertelek (2016) című filmekben.

## Filmográfia

### Film
| Év   | Magyar cím                            | Eredeti cím                          | Szerep                 | Megjegyzések                                               |
| ---- | ------------------------------------- | ------------------------------------ | ---------------------- | ---------------------------------------------------------- |
| 2006 | Külvárosi káosz (Külvárosi ámokfutás) | Suburban Mayhem                      | bolti alkalmazott      |                                                            |
| 2008 |                                       | Cue Howard                           | Sir William Delamere   | rövidfilm                                                  |
| 2010 |                                       | The Black Dog                        | Steven                 | rövidfilm                                                  |
| 2010 |                                       | The Robbery                          | vallató                | rövidfilm                                                  |
| 2011 |                                       | Burning Man                          | mentős                 |                                                            |
| 2014 | Herkules                              | Hercules                             | Sztephanosz            |                                                            |
| 2016 | Afganisztáni víg napjaim              | Whiskey Tango Foxtrot                | Nic                    | - magyar hangjai: - Papp Dániel (2016) - Szabó Máté (2019) |
| 2016 | Mielőtt megismertelek                 | Me Before You                        | Nathan                 | - magyar hangja: - Varga Gábor                             |
| 2016 |                                       | Cooped Up                            | Mike                   |                                                            |
| 2019 | Kis szörnyetegek                      | Little Monsters                      | Stevens                |                                                            |
| 2019 |                                       | Danger Close: The Battle of Long Tan | Adrian Roberts hadnagy |                                                            |

### Televízió
| Év        | Magyar cím          | Eredeti cím           | Szerep                | Megjegyzések           |
| --------- | ------------------- | --------------------- | --------------------- | ---------------------- |
| 2007      | Szentek kórháza     | All Saints            | Zeb Hall              | 1 epizód               |
| 2008      |                     | Emerald Falls         | Bushwalker            | tévéfilm               |
| 2009      | Család csak egy van | Packed to the Rafters | pincér                | 1 epizód               |
| 2010      | Veszett ügyek       | Rake                  | Michael Warner        | 1 epizód               |
| 2011      |                     | Telethon              | önmaga                | egy epizód             |
| 2011–2016 | Otthonunk           | Home and Away         | Darryl "Brax" Braxton | főszereplő             |
| 2016–2017 | Körözés alatt       | Wanted                | Josh Levine nyomozó   | főszereplő             |
| 2019–     |                     | Five Bedrooms         | Ben                   | főszereplő             |
| 2019      |                     | Squinters             | Brett                 | 6 epizód               |
| 2019      |                     | Les Norton            | Murray "Muzza" Norton | 3 epizód               |
| 2020      |                     | Informer 3838         | Paul Dale             | minisorozat (2 epizód) |
| 2021–     |                     | RFDS                  | Pete Emerson          | főszereplő             |
| 2021      |                     | The Newsreader        | Rob Rickards          | 6 epizód               |

## Fordítás
- Ez a szócikk részben vagy egészben  a   Steve Peacocke című angol Wikipédia-szócikk fordításán alapul.  Az eredeti cikk szerkesztőit annak laptörténete sorolja fel. Ez a jelzés csupán a megfogalmazás eredetét és a szerzői jogokat jelzi, nem szolgál a cikkben szereplő információk forrásmegjelöléseként.